# 威靈頓街 (多倫多)

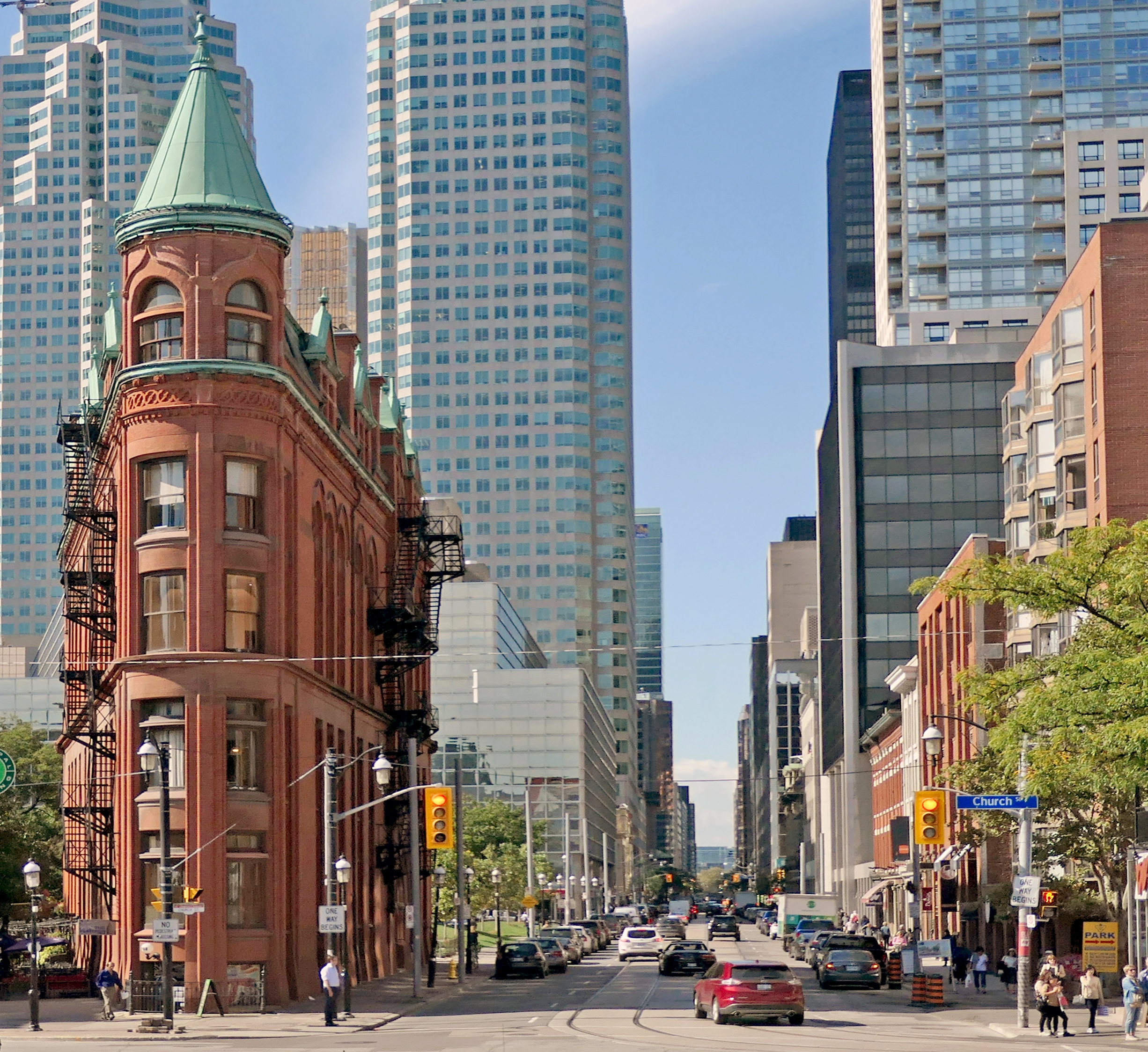
威靈頓街，左邊是古德漢大廈

威靈頓街（英語：Wellington Street）是加拿大安大略省多倫多的一條單向西行街道，位於前街（Front Street）以北。威靈頓街由統領里（Leader Lane）開始，穿過多倫多市中心，經過金融區（Financial District），在史特根路（Strachan Avenue）結束，然後繼續作為杜羅街（Douro Street，曾經是從巴佛士街至史特根路的路段的名稱）直到皇帝西街（King Street West）。威靈頓街在加倫廣場（Clarence Square）被切斷，車輛無法與士巴丹拿道以東或以西連接。威靈頓街很可能以第一代威靈頓公爵亞瑟·韋斯里命名。在約克（後更名為多倫多）早期的地圖中，這條街被稱為街市街（Market Street），因其位於街市廣場（Market Square）以南。
這條街經過數座小型城市公園：
- 貝爾齊公園（Berczy Park，以威廉·貝爾齊［William Berczy］命名)
- 皮考特廣場（Pecaut Square，前稱都會廣場［Metro Square］，後改以爹核·皮考特［David Pecaut］命名，與萬錦市的大都會廣場［MetroSquare］無關）
- 加倫廣場（Clarence Square）
- 維多利亞紀念廣場（Victoria Memorial Square）

京士頓道有軌電車線（503 Kingston Road）在教堂街（Church Street）與約克街（York Street）之間的雙軌上運行。